# Rensport

Rensport op Arlington Park in 2007

Onder rensport worden snelheidswedstrijden met bereden paarden verstaan.
Deze wedstrijden worden al van oudsher gehouden, van de Romeinse paardenraces in de renbanen in Rome en het Romeinse Rijk tot snelheidswedstrijden tussen verschillende Arabische stammen. Het fenomeen rensport is niet alleen voorbehouden aan de Engelse Volbloeds. Over de hele wereld wordt met verschillende rassen gerend. Zo zijn er rennen voor Arabieren, Akhal-Teke-paarden, Quarter horses en Trakehners. Het snelste ras is echter de Volbloed, alleen op de kwart mijl (400 meter) zijn de Quarter Horses sneller. Echter, dit ras is voor een groot deel gebaseerd op de Volbloed en de Quarters waarmee tegenwoordig gerend wordt, voeren vaak 50% of meer Volbloed. Over langere afstanden moeten ook Quarters het afleggen tegen de Volbloed, niet zo heel vreemd, per slot van rekening is dit ras het enige dat puur voor de rensport is ontwikkeld en doorgefokt.

## Geschiedenis
In Engeland is de sport voor het eerst geprofessionaliseerd en Koning James I heeft een grote rol gespeeld bij de definitieve ontwikkeling van het moderne renpaard. Sinds de 17e eeuw is het stamboek van de Engelse Volbloed gesloten en worden alleen de snelste en moedigste paarden met het meeste uithoudingsvermogen met elkaar gekruist. Uit die periode stammen ook de belangrijkste Engelse klassieke rennen, zoals de Grand National, Epsom Derby, 2000 Guineas. In een later stadium is de Volbloed in Amerika als renpaard belangrijk geworden. Echter, door de diverse keren dat gokken verboden is geweest in de 20e eeuw, leek het ras daar een tijdje in de verdrukking. Tegenwoordig is de rensport op een dermate hoog niveau en van zo'n groot economisch belang dat de Volbloed niet meer weg te denken is uit de Amerikaanse samenleving. Er zijn diverse belangrijke rennen voor veelbelovende tweejarigen en natuurlijk de klassieke rennen voor driejarige toppers, zoals de Kentucky Derby, Preakness Stakes en de Belmont Stakes die tezamen de grootste eer die een driejarige Volbloed kan behalen vormen: de Triple Crown.
In Europa kent Frankrijk een rijke traditie in Volbloedfokkerij en ook de Franse klassiekers staan over de hele wereld in hoog aanzien. Belangrijkste ren is de Prix de l'Arc de Triomphe. Het laatste decennium is de Arabische wereld in opkomst. Een aantal sjeiks is zeer invloedrijk in de renwereld, zij winnen over de hele wereld races en hebben een keur aan dekhengsten en goede merries op hun 'studfarms'. Belangrijkste naam is de Godolphin Stud. Ook in de Arabische wereld wordt hard aan de weg getimmerd met belangrijke races, zoals de Dubai World Cup in de Verenigde Arabische Emiraten, de hoogst gedoteerde ren van dit moment. Deze staat alleen open voor internationale toppers.
In Nederland vinden rennen enkel plaats op renbaan Duindigt, waar races gehouden worden met Engelse volbloeden en Arabische Volbloeden.

## Rennen
Rennen zijn grofweg op te delen in twee verschillende types: de vlakkebaanrennen en de hindernisrennen.

### Vlakkebaanrennen
Als eerste de Handicap-race, hierin wordt door de baanhandicapper aan paarden gewicht toebedeeld. Het beste paard volgens de handicapper krijgt het meeste gewicht. Paarden die met veel gewicht, over verschillende afstanden en op verschillende typen baan in verschillende weersomstandigheden toch hun rennen bleven winnen, gelden als toppers. Paarden die in dit soort races goede prestaties afleveren worden vaak 'Handicap Horse' genoemd.
Daarnaast bestaan Stakes-races, waarvoor startgeld moet worden betaald. Vaak moeten voor deze races ook inschrijfgelden, geld om verkiesbaar te blijven voor de ren en dergelijke betaald worden. Al met al een flinke investering voor de eigenaar. Het prijzengeld is er dan ook naar. Hiervan afgeleid heb je de term 'Stakes Horse', een paard dat vooral in Stakes-rennen meeloopt. Onder Stakes vallen ook veel klassieke rennen, zoals Derby's en Futurities (voor tweejarigen).
Claiming Races is het volgende fenomeen. Hierin lopen paarden die tijdens de ren van eigenaar wisselen. De paarden in deze rennen moeten allemaal te koop worden aangeboden. Wanneer een nieuwe eigenaar zich heeft gemeld, is het paard van hem op het moment dat de paarden uit de startbox vertrekken. Prijzengeld van die race is wel voor de vorige eigenaar.
Als laatste is de meest bekende vorm van rennen de Allowance-race. Hierin wordt volgens een vaststaand systeem aan paarden naar leeftijd, prestatie en geslacht, gewicht toebedeeld. Ook driejarige paarden krijgen minder gewicht dan de oudere deelnemers.

### Hindernisrennen
Naast de vlakkebaanrennen zijn er ook hindernisrennen, zoals de steeplechase, waarvan de Grand National de bekendste is.

## Verschillende soorten renbanen
Er wordt op twee soorten renbanen gekoerst: de dirt baan (=zand) en de turf baan (=gras). In Engeland wordt tegenwoordig ook op enkele banen op het zand(allweather)gekoerst, maar 80% van de banen zijn grasbanen. Amerika kent ook beide vormen, maar vrijwel alle belangrijke rennen worden daar op de dirt track gehouden.
Sommige paarden presteren beter op zand, andere op gras. Tijden op de grasbaan zijn ook vrijwel altijd langzamer dan op de zandbaan. Ook de bodemgesteldheid verschilt, de grasbaan is in de zomer veel harder dan de zandbaan. In Amerika kennen ze de zogenaamde all-weather banen. Men probeert de risico's voor de paarden zo laag mogelijk te houden en daarom is een van de belangrijkste taken van de baancommissaris de bodemgesteldheid optimaal te houden door bijvoorbeeld op tijd te sproeien. Dat een dure en bekende Volbloed z'n been zou breken op een slechte baan, zou voor de reputatie van een renbaan een enorme klap betekenen.

## Niveaus
Rennen kennen verschillende klassen en types. Niet elke Volbloed kan even hard of voelt zich thuis op een grasbaan of over dezelfde afstand. Een ingewikkeld systeem van klasseringen en bepalingen moet zorgen dat de paarden die tegen elkaar lopen, elk zo veel mogelijk kans hebben om te winnen.

### Verschillende niveaus vlakkebaanrennen
De verschillende manieren van rennen zijn ingedeeld in niveaus, te vergelijken met de klassen waarin bijvoorbeeld dressuurpaarden tegen elkaar uitkomen. In de landen buiten Amerika worden de rennen waarin de internationaal beste paarden uitkomen, Groep-rennen genoemd. Zo zijn alle klassieke en beroemde rennen ingedeeld in Group I. Hierin komt het neusje van de zalm op de renbaan in actie. Het niveau daaronder wordt Group II genoemd en als laatste kennen we Group III.
Onder deze topcompetitie bevindt zich het systeem van nationale rennen, waarin paarden met elkaar wedijveren onder bepaalde voorwaarden. Zo zijn er aparte races voor tweejarigen, voor driejarigen en voor driejarige en oudere paarden. Er zijn ook races voor paarden die nog nooit hebben gewonnen (maiden races) of voor paarden met een bepaalde winsom. In Amerika kent men sinds 1973 het systeem van Graded Races, wat te vergelijken is met het Europese systeem van Group-rennen dat in 1971 van de grond is gekomen.

### Verschillende niveaus Volbloeds
Voor Volbloeds in onder meer Nederland en Duitsland geldt het GAG (Generalausgleich) als maatgevend voor de kwaliteit van een paard. Dit is niet het gewicht waarmee een paard noodzakelijkerwijs aan een ren deelneemt, het is een theoretische waarde. De GAG speelt wel mee in de toewijzing van het gewicht per race. Volbloeds worden ingedeeld naar Handicaps: 1 voor de beste paarden tot en met 4 voor de slechtere. Verder zijn er ook verschillende afstanden bij het paardenracen.

### België
- H. ROBINSON, Chevaux de selle, de chasse, de course et d'attelage. Manuel complet, Brussel/Parijs/Leipzig, 1861.
- M. DEN HOLLANDER, Sport in 't Stad: Antwerpen 1830-1914, Leuven, 2006.
- W. KERKHOVE, Het ontstaan, de evolutie en het succes van de jaarlijkse paardenrennen te Waregem 1847-1966, in: Handelingen van het Genootschap voor geschiedenis te Brugge, 2012.
- A. M. PIRLOT, Afspraak op de renbaan van Bosvoorde. Paardenkoersen en het mondaine leven, in: Erfgoed Brussel, 2013.
- Marc CARLIER, De vergeten grandeur van de Brugse paardenrennen (1861-1893), in: Biekorf, 2021.